# 三角窗

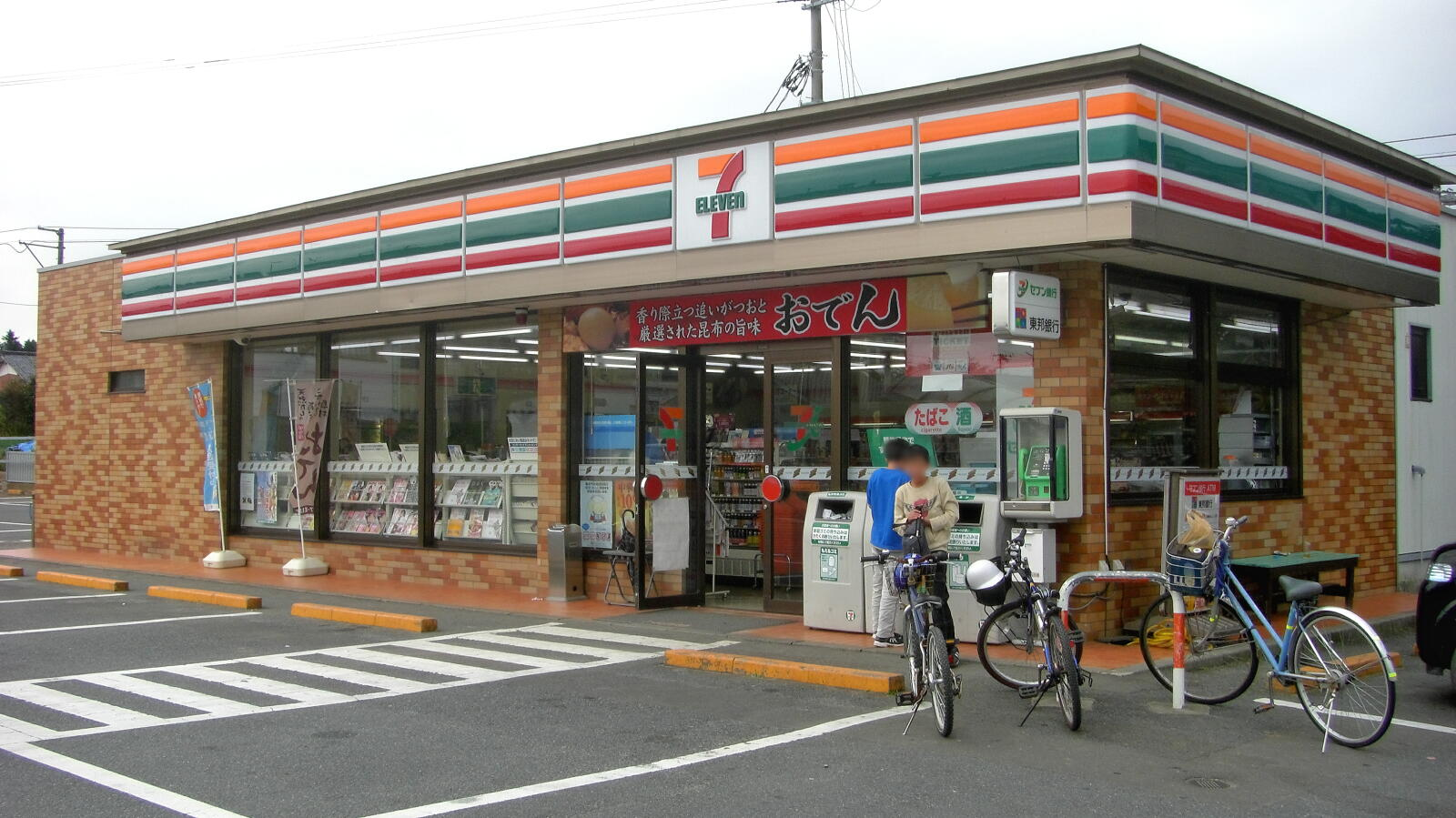
一間7-Eleven位於單棟式三角窗

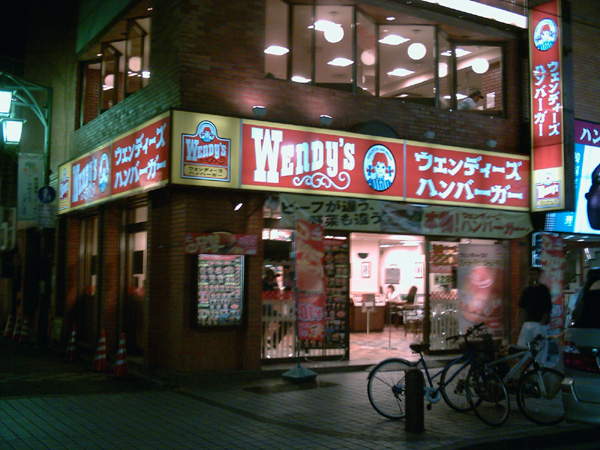
位於大樓式三角窗的溫蒂漢堡

三角窗或路角地指位於十字路口巷道轉角，或建築物角落的一樓店面。由於有兩面接鄰街道，商機較大，所以被視為高價值房地產或稱「金店面」。
三角窗店面通常租金或售價較高，然而好處是較容易被顯眼看見，所以在此開店的店家通常都要仔細思考自己的產業特性，與人流有顯著營業額相關的薄利多銷店家比較會入主三角窗，例如便利商店、餐廳、十元商店。而與人流不相關的店則沒必要多花費用選擇此一位置，例如：修車店、小機械廠、高價名牌服飾、診所……等，此類產業賣點在於商品或服務的獨特性、技術性層面，依賴口碑或訂單而非店內人數來獲利。

## 稅金
臺北市稅捐稽徵處曾研擬市區三角窗店面課徵較重的稅負，初步規劃分為三級課稅，分別是大馬路與大馬路間的三角窗、大馬路與巷子間的三角窗、以及巷子與巷子間（6公尺以上）的三角窗。因為三角窗房屋不僅房價高、租金也相對較高，光是三角窗地帶一樓和二樓的租金相較，價差可高達2.6倍，但現行房屋稅的課徵並未反映三角窗價值，因此台北市稅捐處打算對三角窗房屋加稅。

## 參看
- 上樓店
- 專門店
- 步行街